# غرب آسیا
غرب آسیا یا آسیای باختری ، که به آن آسیای غربی یا آسیای جنوب غربی نیز گفته می‌شود، غربی‌ترین منطقه آسیا است. همان‌طور که توسط اکثر دانشگاهیان، ارگان‌های سازمان ملل و سایر نهادها تعریف شده است، این منطقه فرعی شامل آناتولی، شبه‌جزیره عربستان، ایران، بین‌النهرین، ارتفاعات ارمنستان، شام، جزیره قبرس، شبه‌جزیره سینا و بخش جنوبی منطقه قفقاز است. این منطقه توسط کانال سوئز در مصر از آفریقا جدا می‌شود و با آبراهه‌های تنگه ترکیه و حوزه آبخیز قفقاز بزرگ از اروپا جدا می‌شود. آسیای مرکزی ، در شمال شرقی آن قرار دارد؛ در حالی که آسیای جنوبی ، در شرق آن قرار دارد. دوازده دریا منطقه را احاطه کرده‌اند (در جهت عقربه‌های ساعت): دریای اژه، دریای مرمره، دریای سیاه، دریای خزر، خلیج فارس، دریای عمان، دریای عرب، خلیج عدن، دریای سرخ، خلیج عقبه، خلیج سوئز و دریای مدیترانه. این منطقه شامل اکثریت قریب به اتفاق خاورمیانه است که به‌طور مشابه تعریف شده است، به استثنای بیشتر مصر و بخش شمال غربی ترکیه، و شامل بخش جنوبی قفقاز.
غرب آسیا مساحتی برابر با ۵٬۹۹۴٬۹۳۵ کیلومتر مربع (۲٬۳۱۴٬۶۵۷ مایل مربع) با جمعیتی در حدود ۳۱۳ میلیون نفر را پوشش می‌دهد. از ۲۰ کشور عضو سازمان ملل به‌طور کامل یا جزئی در منطقه، ۱۳ کشور بخشی از جهان عرب هستند. پرجمعیت‌ترین کشورهای غرب آسیا عبارتند از ایران، ترکیه، عراق، عربستان سعودی و یمن.
در طرح جهانی جغرافیایی برای ثبت پراکندگی گیاهان (WGSRPD)، غرب آسیا شبه جزیره عربستان را مستثنی کرده و شامل افغانستان می‌شود. سازمان خواربار و کشاورزی (فائو) مصر را مستثنی کرده و افغانستان را نیز شامل می‌شود. برنامه محیط زیست سازمان ملل متحد قبرس، اسرائیل، ترکیه و ایران را از غرب آسیا مستثنی می‌کند.

## تعریف
لفظ غرب به‌طور عملگرایانه مورد استفاده قرار می‌گیرد و تعریف «درست» یا به‌طور کلی مورد پذیرشی ندارد. تعریف‌های نوعی آن به‌طور قابل توجه ولی نه کاملی، با الفاظ خاورمیانه، مدیترانه شرقی، و خاور نزدیک (که به‌طور تاریخی وجود داشته ولی امروزه کاربردش به‌طور گسترده کاهش یافته) همپوشانی دارد.

## تاریخ
غرب آسیا تاریخ طولانی و پیچیده‌ای دارد. این منطقه برای هزاران سال محل سکونت جوامع و تمدن‌های مختلف بوده است. اولین تمدن شناخته شده در غرب آسیا سومری‌ها بودند که در حدود ۳۰۰۰ سال پیش از میلاد در بین‌النهرین (منطقه در محدوده عراق امروزی) ظهور کردند. آنها خط، کشاورزی و شهرنشینی را توسعه دادند. این امر توسط آکدی‌ها، بابلی‌ها و آشوری‌ها دنبال شد که همگی امپراتوری‌های خود را بر اساس تجارت، کشاورزی و جنگ ایجاد کردند. در قرن ششم پیش از میلاد، شاهنشاهی ایران در زمان هخامنشیان پدید آمد. آن‌ها بر سرزمین وسیعی حکومت می‌کردند که از یونان تا هند را در بر می‌گرفت. این امپراتوری به دلیل کارایی اداری و تساهل مذهبی خود شناخته شده بود. سپس اسکندر مقدونی در قرن چهارم پیش از میلاد شاهنشاهی هخامنشی را فتح کرد. پس از مرگش، امپراتوری او میان فرماندهانش تقسیم شد. بر همین اساس چندین پادشاهی هلنی در غرب آسیا پدیدار شدند. در قرن هفتم میلادی، مسلمانان شبه‌جزیره عربستان بیشتر منطقه غرب آسیا را فتح کرده و در نهایت دستگاه خلافت را پدیدآوردند. این خلافت‌ها بر اصول اسلام استوار بود و سبب شد، قلمرویی یکپارچه و وسیع از اندلس تا هند پدید آید. در قرن سیزدهم مغول‌ها از شرق به سراسر غرب آسیا حمله‌ور شدند. آن‌ها بخش‌های زیادی از منطقه را ویران کرده و تا قرن چهاردهم بر این سرزمین‌ها حکومت کردند. امپراتوری عثمانی در قرن چهاردهم ظهور کرده و تا زمان فروپاشی آن در دوران جنگ جهانی اول بر این منطقه مسلط بود. در قرن بیستم، غرب آسیا موجی از جنبش‌های ملی‌گرایی و استقلال‌طلبی را تجربه کرد که منجر به ظهور چندین دولت شد. در دوران حاضر نیز، این منطقه دچار درگیری‌هایی، از جمله درگیری‌های اعراب و اسرائیل، جنگ‌های خلیج فارس، جنگ داخلی سوریه و جنگ داخلی یمن و هم‌اکنون نیز جنگ اسرائیل و حماس می‌باشد.

## جغرافیا

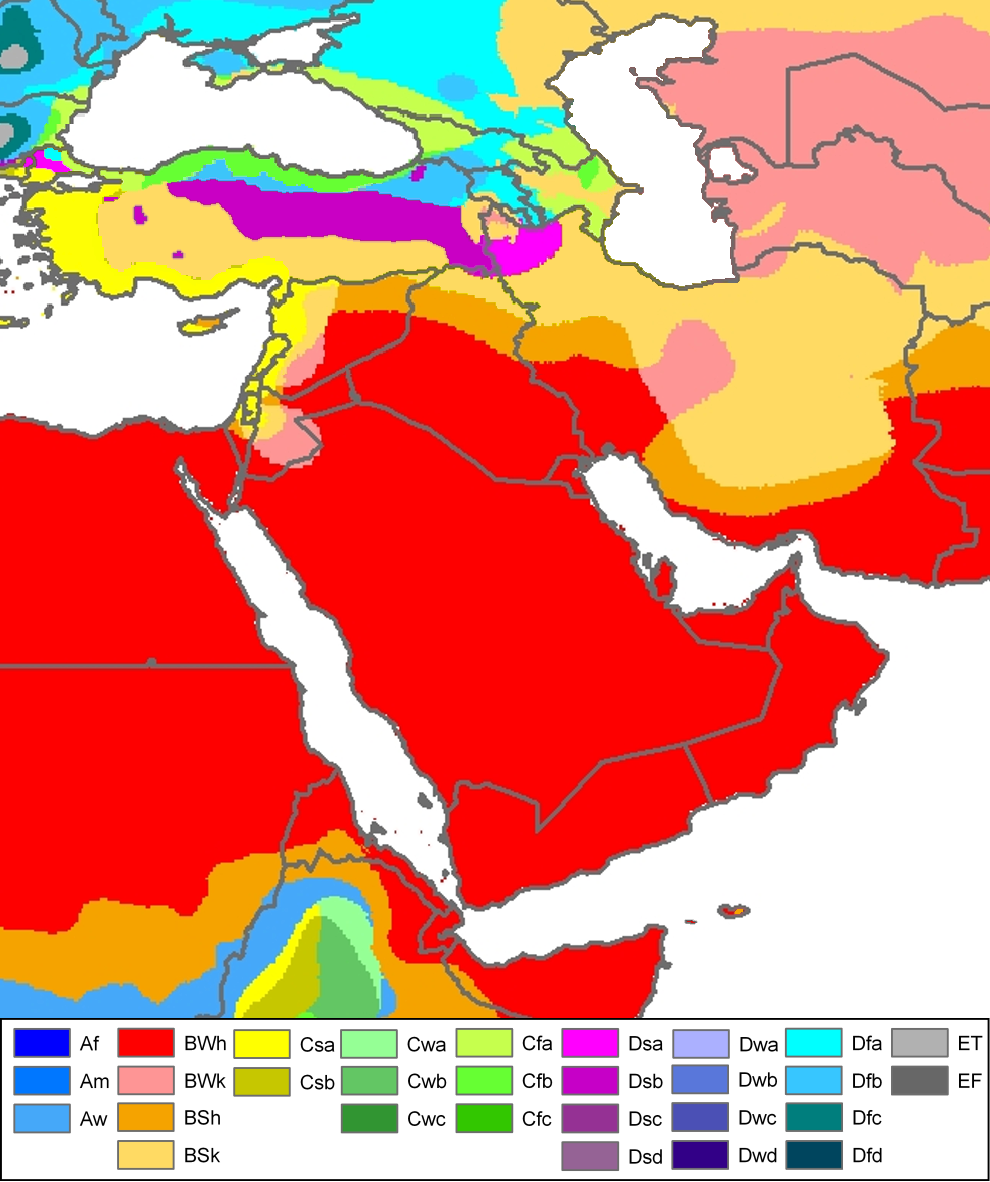
نقشه طبقه‌بندی اقلیمی کوپن از غرب آسیا

## جمعیت‌شناسی
دین در غرب آسیا
دین = بیشتر مردم غرب آسیا مسلمانان هستند.
اقتصاد = مهم‌ترین صادرات کشورهای غرب آسیا، فروش نفت و گاز است

## غرب آسیا و خاورمیانه
غرب آسیا در ایران به عنوان جایگزینی برای خاورمیانه هم به کار می‌رود.
خاورمیانه و غرب آسیا هَمپوشانی زیادی دارند، اما غرب آسیا شامل کشورهای قفقاز جنوبی مانند جمهوری آذربایجان و ارمنستان و گرجستان نیز می‌شود. اما خاورمیانه قفقاز جنوبی را در بر نمی‌گیرد. از سوی دیگر بخش اروپایی ترکیه و بخش آفریقایی مصر در غرب آسیا نیستند.
| کشور              | غرب آسیا                   | خاورمیانه |
| ----------------- | -------------------------- | --------- |
| ایران             | آری                        | آری       |
| ترکیه             | به جز بخش اروپایی (تراکیه) | آری       |
| عراق              | آری                        | آری       |
| عربستان سعودی     | آری                        | آری       |
| یمن               | آری                        | آری       |
| امارات متحده عربی | آری                        | آری       |
| عمان              | آری                        | آری       |
| کویت              | آری                        | آری       |
| قطر               | آری                        | آری       |
| بحرین             | آری                        | آری       |
| سوریه             | آری                        | آری       |
| اردن              | آری                        | آری       |
| فلسطین            | آری                        | آری       |
| لبنان             | آری                        | آری       |
| اسرائیل           | آری                        | آری       |
| قبرس              | آری                        | آری       |
| جمهوری آذربایجان  | آری                        | نه        |
| ارمنستان          | آری                        | نه        |
| گرجستان           | آری                        | نه        |
| مصر               | تنها شبه‌جزیره سینا         | آری       |

## نگارخانه

اکدیان اولین امپراتوری جهان در غرب آسیا
فتوحات مسلمانان در غرب آسیا
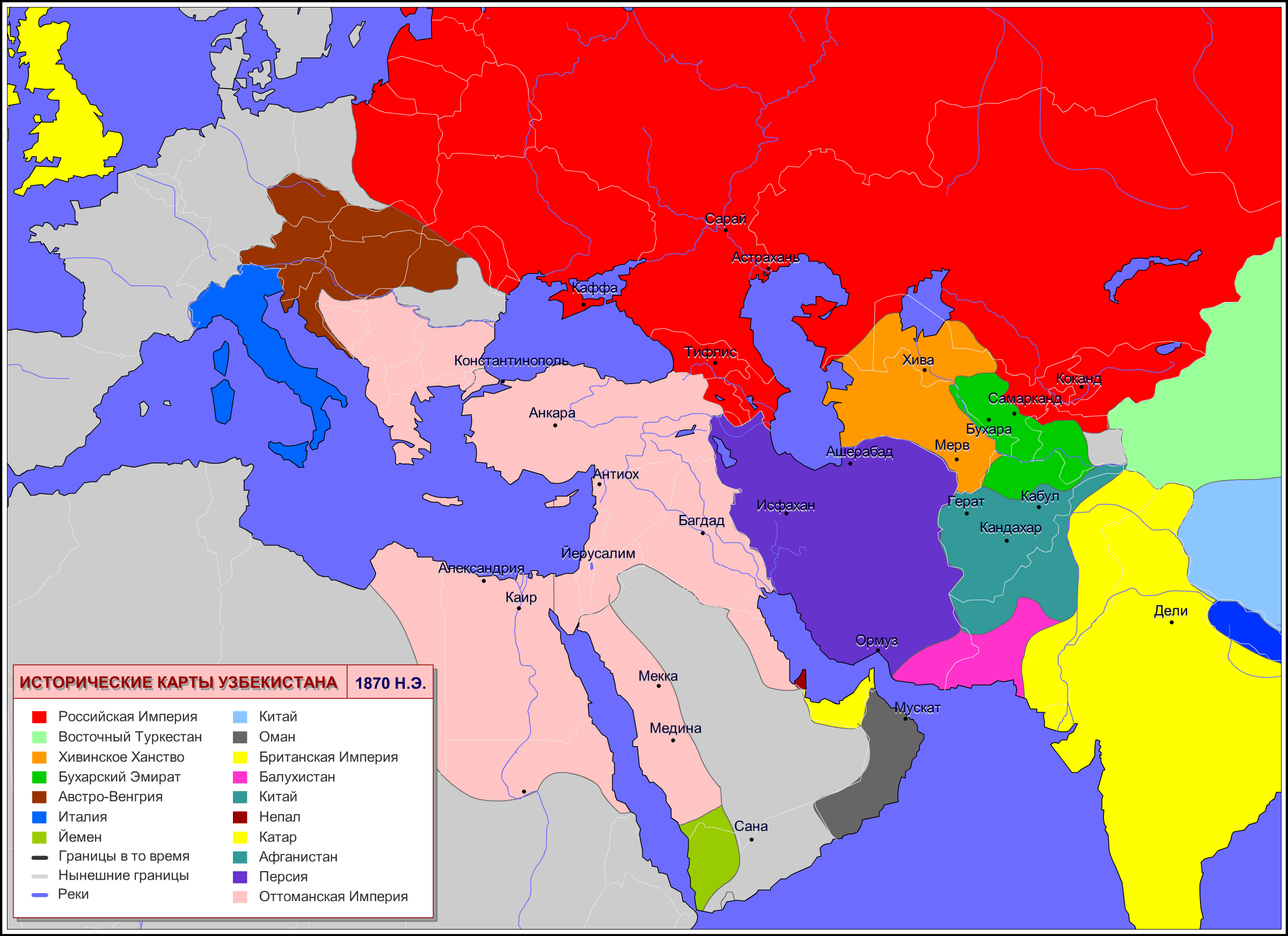
نقشه غرب آسیا در سال ۱۸۷۰
تجزیه امپراتوری عثمانی در غرب آسیا